# Polatouche de Humboldt
Glaucomys oregonensis
Espèce
Statut de conservation UICN

 LC  : Préoccupation mineure
Répartition géographique
Synonymes
- Glaucomys sabrinus oregonensis

Le polatouche de Humboldt (Glaucomys oregonensis) est l'une des trois espèces du genre Glaucomys, les seuls écureuil volants que l'on trouve en Amérique du Nord. Cette espèce singulière a été nommée en l'honneur du naturaliste Alexander von Humboldt et du comté de Humboldt en Californie, l'une des régions constituant son aire de répartition.

## Taxonomie
Sur la base d’analyses génétiques, il a été prouvé que le polatouche de Humboldt peut être considéré comme une espèce distincte du grand polatouche. La sous-espèce G. o. californicus est considérée comme une "Sous-espèce en danger critique" par NatureServe.

## Description
Ils sont similaires en apparence au grand polatouche, cependant, ils sont généralement plus petits et ont un pelage plus foncé. Comme les autres polatouches, ils ne volent pas réellement mais planent d'arbre en arbre. Ce sont de bons planeurs mais des marcheurs maladroits au sol.

### Fluorescence
Sous l’effet des ultraviolets, les femelles et les mâles des trois espèces de Glaucomys fluorescent en diverses intensités de rose sur les surfaces dorsales et ventrales. La fluorescence est hypothétiquement utile pour aider les écureuils volants à se retrouver entre pairs dans une faible luminosité et imiter le plumage des chouettes pour éviter la prédation. Mais cette hypothèse a été contestée et il est plutôt suggéré que la luminescence rose est un sous-produit de la gestion des déchets du corps. De plus, ces auteurs soutiennent qu'il est loin d'être évident que les sources d'illumination UV qui se produisent naturellement soient suffisantes pour provoquer une luminescence distinguable de la lumière visible ambiante. Un rôle écologique pour la luminescence rose n'est donc pas probable.

## Alimentation et comportement
Ils se nourrissent d'une variété d’essences végétales ainsi que de sève d'arbre, de champignons, d'insectes et des œufs, mais aussi de substances carnées comme des oisillons voire des charogne. Ils se reproduisent principalement une fois par an dans une cavité tapissée de lichen ou d'autres matériaux doux. Contrairement à la plupart des membres de leur famille, les écureuils volants sont strictement nocturnes. Ils nichent dans le haut des arbres, loin du sol et des prédateurs.

## Distribution et habitat

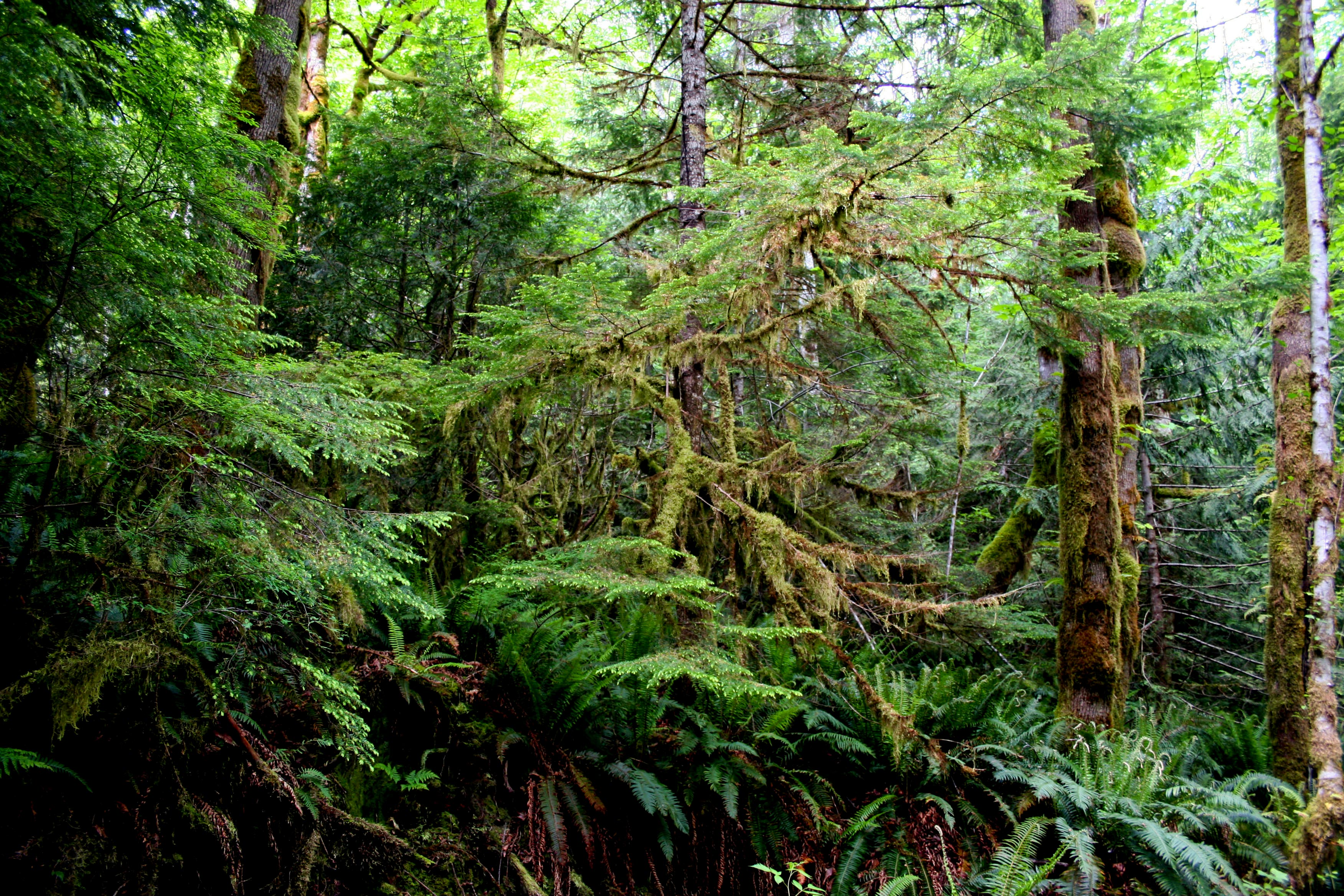
Habitat du polatouche de Humboldt

Les polatouches de Humboldt se trouvent dans les forêts de conifères et mixtes du sud de la Colombie-Britannique au sud de la Californie. Ils vivent dans des forêts côtières épaisses où il y a beaucoup d'espace pour qu'ils puissent planer d'arbre en arbre. Les populations de polatouches de Humboldt sont plus concentrées dans les vieilles forêts où l'environnement relativement stable permet moins de petits par portée.